# Arthur Wiesner
Arthur Felix Anton Wiesner (* 17. Januar 1895 in Schweinitz; † 7. März 1980 in Berlin) war ein deutscher Schauspieler und Hörspielsprecher.

## Leben
Von 1922 bis 1924 verkörperte er erste Rollen als Anfänger an den Vereinigten Theatern in Breslau. Er debütierte 1924 am Stadttheater in Konstanz als Hagen in Hebbels Die Nibelungen. Weitere Engagements führten ihn bis zum Ende des Zweiten Weltkriegs unter anderem nach Beuthen, Gleiwitz, Erfurt, Magdeburg, Altona und Prag. Am Stadttheater in Erfurt spielte er den Shylock in Shakespeares Komödie Der Kaufmann von Venedig, den Fuhrmann Henschel im gleichnamigen Drama von Gerhart Hauptmann und den Mephisto in Goethes Faust. Ab 1946 folgten in Berlin zahlreiche Auftritte am Schlossparktheater, dem Theater am Schiffbauerdamm, der Volksbühne und ab 1952 am Schillertheater. Dort spielte er 1955 in den Hauptmann-Dramen Die Weber den Ansorge und in Rose Bernd den Vater Bernd sowie in Schillers Kabale und Liebe den Miller.
Ab dem Jahr 1937 wirkte er auch in verschiedenen Filmproduktionen mit. Darunter befanden sich 1943 Paracelsus von G. W. Pabst mit Werner Krauß, Mathias Wieman und Harald Kreutzberg, 1954 Canaris in der Regie von Alfred Weidenmann mit O. E. Hasse, Barbara Rütting und Martin Held, 1957 in der Verfilmung von Rose Bernd von Wolfgang Staudte mit Maria Schell, Käthe Gold und Leopold Biberti und 1958 Der eiserne Gustav von George Hurdalek mit Heinz Rühmann, Lucie Mannheim und Ernst Schröder. Er war ab 1948 zudem in einigen Spielfilmen der DEFA, wie Straßenbekanntschaft, Bürgermeister Anna und Rat der Götter zu sehen.
Arthur Wiesner arbeitete auch als Sprecher in Hörspielproduktionen mit. In einer Adaption des Schauspiels Die Wupper von Else Lasker-Schüler war er 1963 als Großvater Wallbrecker zu hören. Neben ihm sprachen Else Ehser, Lothar Blumhagen und Joachim Ansorge.

## Filmografie
- 1937: Unternehmen Michael
- 1941: Hauptsache glücklich
- 1942: Sein Sohn
- 1942: Das große Spiel
- 1942: Geliebte Welt
- 1943: Paracelsus
- 1943: Tonelli
- 1943: Peterle
- 1943: Reise in die Vergangenheit
- 1944: In flagranti
- 1944: Es fing so harmlos an
- 1944: Bravo, kleiner Thomas
- 1944/48: Frech und verliebt
- 1944/49: Das Gesetz der Liebe
- 1944/49: Die Nacht der Zwölf
- 1948: Straßenbekanntschaft
- 1948: Unser Mittwochabend
- 1950: Bürgermeister Anna
- 1950: Der Rat der Götter
- 1950: Familie Benthin
- 1952: Karriere in Paris
- 1953: Liebeserwachen
- 1954: Canaris
- 1955: Der Biberpelz (Fernsehfilm)
- 1957: Rose Bernd
- 1958: Der eiserne Gustav
- 1959: Der Fall Pinedus (Fernsehfilm)
- 1959: Macht der Finsternis (Fernsehfilm)

## Theater
- 1948: Gerhart Hauptmann: Der Biberpelz – Regie: Robert Trösch (Volksbühne Berlin)
- 1949: Arthur Miller: Alle meine Söhne (Josef Keller) – Regie: Heinz Wolfgang Litten (Theater am Schiffbauerdamm)
- 1950: Sergei Michalkow: Golowin und seine Wandlung – Regie: Inge von Wangenheim (Theater am Schiffbauerdamm)
- 1950: Aristophanes: Lysistrata (Ratsherr) – Regie: Franz Reichert (Volksbühne Berlin)
- 1952: Knut Hamsun: Vom Teufel geholt – Regie: Lothar Müthel (Schillertheater Berlin)
- 1953: Gerhart Hauptmann: Rose Bernd – Regie: Karl-Heinz Stroux (Schillertheater Berlin)
- 1954: Arthur Miller: Hexenjagd – Regie: Karl-Heinz Stroux (Schillertheater Berlin)
- 1956: Arthur Miller: Ein Blick von der Brücke (Tony) – Regie: Leo Mittler (Schlosspark Theater Berlin)
- 1960: Molière: Don Juan – Regie: Fritz Kortner (Schillertheater Berlin)
- 1960: George Bernard Shaw: Der Teufelsschüler – Regie: Hans Schweikart (Schlosspark Theater)
- 1961: Ernst Barlach: Der blaue Boll – Regie: Hans Lietzau (Schillertheater Berlin)
- 1962: Pedro Calderón de la Barca: Der Richter von Zalamea – Regie:Gustav Rudolf Sellner (Schillertheater Berlin)
- 1964: Joseph von Eichendorff: Die Freier – Regie: Boleslaw Barlog (Schillertheater Berlin)
- 1966: Georg Büchner: Leonce und Lena – Regie: Boleslaw Barlog (Schillertheater Berlin)

## Hörspiele
- 1948: So war Mama
- 1952: Ballade vom verschütteten Leben
- 1952: Die Weber
- 1953: Die grüne Franziska
- 1954: Eine Brücke über die Neiße
- 1954: Berlin – 17. Juni
- 1954: Moonk, der Meuterer
- 1955: Die Karriere des Gotthold
- 1956: Leb wohl
- 1956: Auf der Suche nach den zehn Gerechten
- 1956: Carl Schurz
- 1956: Der deutschen Zwietracht mitten ins Herz – eine Hörfolge
- 1958: An der Strecke nach D.
- 1959: Brandenburger Tor
- 1959: Die Asche aller Träume
- 1959: Das Gasthaus in Aci Cetana
- 1959: Unerledigte Spuren
- 1960: Die Möwe
- 1960: Oh mein Star
- 1960: Bergkristall
- 1961: Rund um Krolls Etablissement
- 1962: Frankfurt an der Oder
- 1962: Wohin soll ich gehen?
- 1963: Die Wupper
- 1963: Berlin und die Ullsteins
- 1966: Kadmium oder die Blechfabrik
- 1967: Papiervögelchen
- 1967: Gaspar Varros Recht
- 1968: Die Grausame